# アレサンドロ・ペタッキ
アレッサンドロ・ペタッキ（Alessandro Petacchi、1974年1月3日-）はイタリア・リグーリア州ラ・スペツィア生まれの元自転車プロロードレース選手。1996年スクリーニョ・ブルーストームでプロデビュー。爆発的なスプリント力を持ち「アレ・ジェット (Ale-Jet)」の異名で呼ばれるスプリンター。
ステージレースを中心に、数多くのレースで優勝を飾っている。ジロ・デ・イタリアでは2004年にポイント賞（マリア・ロッソ・パッショーネ）を獲得したほか、年間ステージ最多勝記録（9勝）も保持している。ツール・ド・フランスでも2010年にポイント賞（マイヨ・ヴェール）を獲得し、2005年にスプリント賞を獲得したブエルタ・ア・エスパーニャを含め、3大グランツール全てのポイント賞を獲得した。

## 略歴
12歳の時、実父の影響で競技用自転車に乗り始め、まもなくレースに参加し始めるようになる（最初に参加したレースは4位であったと本人は語っている）。
プロデビューしてからしばらくはスプリンターとしての才能を自覚しておらず、 ファブリッツィオ・グイディのアシストを務めていた。
しかし ファッサ・ボルトロに移籍した2000年にブエルタ・ア・エスパーニャでの2勝(第8、12)を含む9勝をあげ、2001年は5勝に留まるが、2002年は再びブエルタ・ア・エスパーニャでも勝利して年間12勝。徐々に才能を開花させていく。
2003年
- ジロ・デ・イタリアの第1ステージで勝利をあげると、その勢いのまま6勝(1、5、6、13、16、17の各ステージ) 。しかし難関山岳の第18ステージでタイムオーバー、ポイント賞ジャージ着用のまま無念のリタイアとなった。
- ツール・ド・フランス(2、3、5、6の各ステージ)で4勝、ブエルタ・ア・エスパーニャ(3、5、12、14、21の各ステージ)でも5勝をあげて、グランツールの年間最多ステージ優勝を記録する大活躍をみせ、トップスプリンターとしての地位を確立した。ただし、ツール・ド・フランスは第7ステージの山岳初日でリタイヤした。

2004年
- ジロ・デ・イタリアの全21ステージ中9ステージ(2、5、7、9、11、13、15、16、21の各ステージ)で優勝。圧倒的な成績で、初のポイント賞を獲得。

2005年
- スプリンターの憧れであるミラノ〜サンレモで優勝。
- ジロ・デ・イタリアでステージ4勝。
- ブエルタ・ア・エスパーニャではステージ5勝(3、4、8、12、21の各ステージ)に加え、ポイント賞も獲得し、年間を通して大活躍した。

2006年
- ファッサボルトロの解散に伴い、チーム・ミルラムに移籍。
- 同じく移籍してきたエリック・ツァベルをアシストに従え、ティレーノ〜アドリアティコでステージ優勝とポイント賞を獲得するなどしたが、ジロ・デ・イタリアの第3ステージで落車。膝の骨を割る大怪我を負ってしまう。
- 8月に復帰はしたものの、それまでの力強いスプリントは影を潜めてしまい、ライバルたちの後塵を拝し続けることになる。
- そしてブエルタ・ア・エスパーニャの第15ステージ終了後、スプリントで負けた苛立ちからチームバスを殴りつけた勢いで右手を骨折してしまいリタイア。いいところを見せられないままシーズンを終了した。

2007年
- ミラノ～サンレモでオスカル・フレイレに惨敗するなど不調が続いたが、ジロ・デ・イタリアの第3ステージで優勝したのを皮切りに、ステージ5勝とポイント賞。見事な復活劇となったはずだった（後日、当該区間優勝及びポイント賞記録は剥奪される）。
- しかし第11ステージのドーピング検査で陽性となり、持病の気管支喘息の治療薬で筋肉増強作用のあるサルブタモールの過剰摂取が判明。本人は偶然ということで無罪を訴えたが、CONI（イタリア五輪委員会）が1年の出場停止処分を求めたのに対して、FCI（イタリア自転車連盟）は故意の摂取ではないので処分は不要と主張して対立。結局、正式な処分は出ないまま、2か月間レースへの出場を見合わせることになり、ツール・ド・フランスへの出場も直前になって取り消す羽目になった。[1]
- しかし復帰後の ブエルタ・ア・エスパーニャでは2勝し、シーズン終盤のクラシックレースであるパリ〜ツールも制してシーズンを終えたが、この後FCIの対応を不満としたCONIはCAS（スポーツ仲裁裁判所）へ提訴。年をまたぐ事態になってしまった。

2008年
- パレンシア一周でのステージ優勝など春先から活躍していたが、ジロ・デ・イタリアは気管支炎の悪化で出場をキャンセル。
- さらに5月7日にスポーツ仲裁裁判所(CAS)から2008年8月31日までレースへの出場停止の判決が下され、2007年のジロでの5つのステージ優勝やポイント賞は剥奪。さらに2007年10月31日以降獲得した各種タイトルも剥奪されることが決定。この判決を受けて16日にはミルラムはペタッキとの契約を解除し解雇した[2]。
- 処分期間が終わるのに合わせて同年9月から、ダニーロ・ディルーカ擁するプロフェッショナルコンチネンタルチーム・LPRブレーキと2年半の契約を結んだ。

2009年、ジロ・デ・イタリアでは第2、第3ステージを連勝し、完全復活を印象付けた。
2010年、ランプレ・ファルネーゼ＝ヴィーニ（現 ランプレ - ISD）に移籍。
- ジロ・デ・イタリアでは泥だらけのダート区間で気管支喘息を悪化させ第7ステージ後に棄権。
- 久々の出場となったツール・ド・フランスでは第1、第4ステージにて勝利を飾り、従来苦手としていた山岳ステージも走りきってポイント賞マイヨ・ヴェールを獲得した。
- ブエルタ・ア・エスパーニャ第7ステージ勝利。

2011年
- カタルーニャ一周 区間1勝(第2)
- ジロ・デ・イタリア 区間1勝(第2)

2013年
- 4月23日、「200勝を達成して、自分の人生は格別なものになった。別の次元のことを見つけて、家族との時間も増やしたい」と語り、に現役引退を表明。しかし、引退表明直後からマーク・カヴェンディッシュのリードアウト役としてオメガファーマ・クイックステップへ移籍する、という情報が流れ、オメガファーマ・クイックステップGMのパトリック・ルフェーヴルもこれを認めていた[3]。
- 8月1日、カヴェンディッシュのリードアウト役としてオメガファーマ・クイックステップで現役復帰することが発表された[3]。

2014年
- グランプリ・ピノ・チェラミ優勝
- スヘルデプレイス 4位

2015年、サウスイースト・プロサイクリング・チームに移籍。同年に引退した。

## レーススタイル

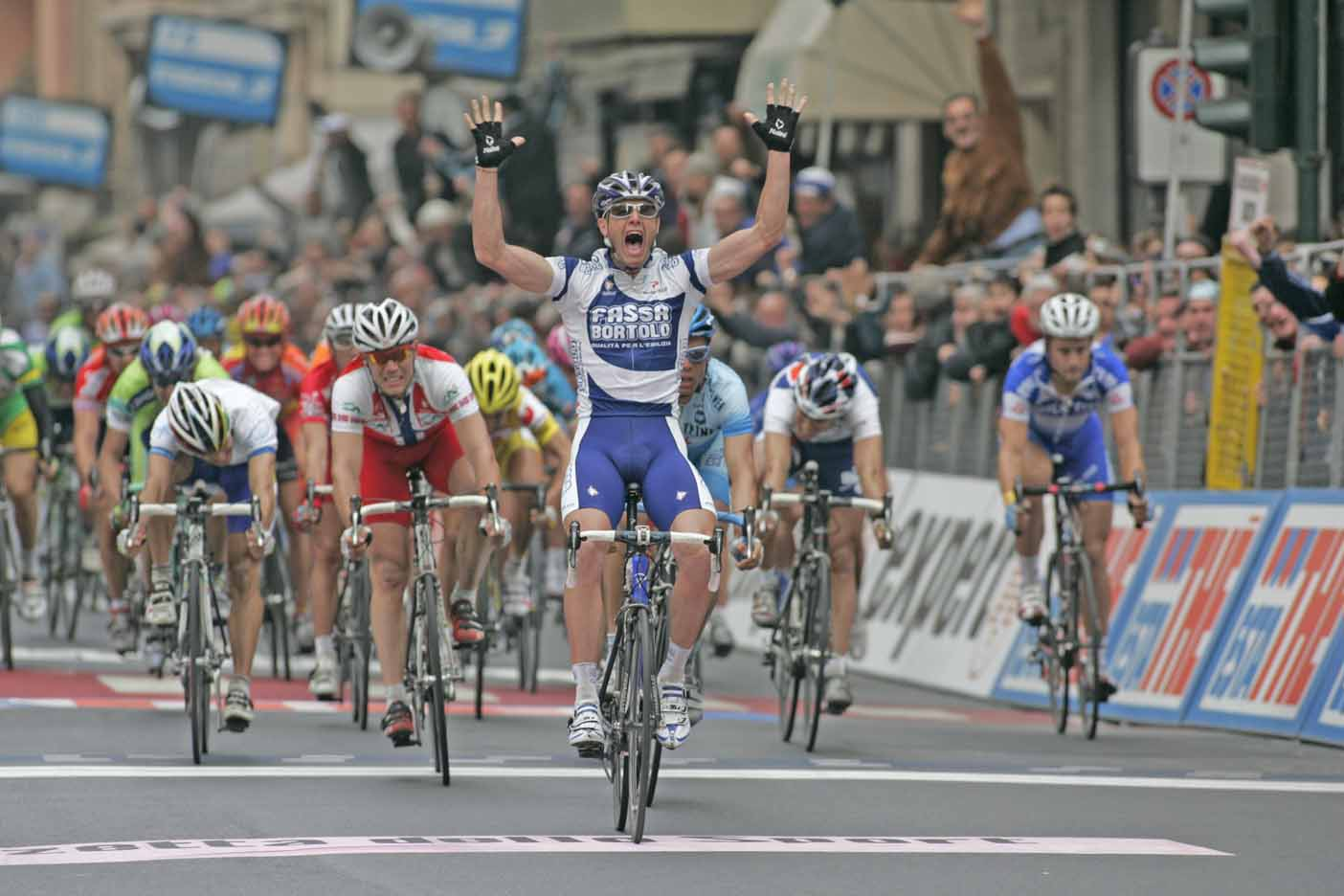
2005年のミラノ〜サンレモでの勝利

チームメイトがゴール前で一列になって高速走行するトレインを作り、その後ろについて加速し、ラスト数100mを駆け抜けるスプリントスタイルが必勝パターンであった。そのため、ゴール前が混戦になってトレインがうまく組めなかったり、組めても加速が十分でない場合は、まったくと言ってよいほど勝つことができないと思われていた。またスプリンターの常として上りを苦手としており、山岳ステージに入ったとたんに棄権するといったことも少なくなかった。
ペタッキ自身も、自分がロビー・マキュアンやオスカル・フレイレのように一人でも勝つことができるタイプではなく、チームの力によって勝てるスプリンターであるということを認めていた。
しかし、復帰直後の2009年のジロ・デ・イタリア第2、第3ステージではトレインの援護なしにステージ優勝を遂げた。レース後のインタビューにおいてペタッキは「体重が軽くなったおかげで、上りも大丈夫になったし、ゴール1km前までチームメイトのサポートがあったからそれで十分だ」と語っている。 実際にこの年のジロでは、山岳ステージであってもチームのエースであるダニーロ・ディルーカを献身的にアシストする場面が多く見られた。
2010年のツール・ド・フランスでも単騎での早仕掛けによるロングスプリントで勝利を重ねるなど、キャリア晩年にして新たな強さを見せている。

## 人物
- 好物はニョッキ。特にトマトソースのニョッキを好む。パスタ、ヌテラ（パン等に塗るチョコレート・ソース）を塗ったパンも好物である。日本食のワサビは苦手。趣味は釣りで特に湖でのカルペ（鯉）釣りを好む。愛車はポルシェ。（2005年現在）
- 子供の頃憧れの選手はジュゼッペ・サロンニ（ジロ・デ・イタリアで総合優勝2回、スプリント賞4回を誇る名選手）だった。ちなみに2004年にペタッキが最多ステージ優勝記録を塗り替えるまでは、サロンニの挙げたステージ7勝が最多ステージ勝利記録であった。
- 輝かしい成績とは裏腹に、レース中でもかなりナーバスな面を見せることが多い。2006年のブエルタでの失態も精神面の弱さに起因するものであろう。「自分を抑え切れなかった」と本人もコメントしている。[5]

## エピソード
- 2002年の世界選手権でイタリアチームのアシストを務め、マリオ・チポリーニの優勝に貢献しているが、翌2003年のジロ・デ・イタリア第1ステージで、そのチポリーニを破ってマリア・ローザを獲得したときが、今までの人生で最高にハッピーだった瞬間だったと取材で語っている。
- 2003年のパリ〜ツールで勝ったと思い両手を上げた瞬間、その後ろから飛び込んできたエリック・ツァベルに差されて勝利を奪い取られる失態を犯したことがある。[6]

## 所属チーム
- 1996-1998年 スクリーニョ（1996年 Scrigno・Blue Storm、1997-1998年Scrigno・Gaerne）
- 1999年 ナビガーレ・ガエルネ
- 2000年-2005年 ファッサボルトロ
- 2006年-2008年 チーム・ミルラム
- 2008年9月-2009年 LPRブレーキ
- 2009年8月-2013年4月 ランプレ
- 2013年8月-2014年 オメガファーマ・クイックステップ
- 2015年 サウスイースト・プロサイクリング

## 主な成績

### グランツール
- ツール・ド・フランス 通算6勝
- ジロ・デ・イタリア 通算22勝
- ブエルタ・ア・エスパーニャ 通算20勝

- ジロ・デ・イタリア ポイント賞（2004年,2007年）
- ブエルタ・ア・エスパーニャ ポイント賞（2005年）
- ツール・ド・フランス ポイント賞（2010年）

- 2000年 ブエルタ・ア・エスパーニャ 2勝
- 2002年 ブエルタ・ア・エスパーニャ 1勝
- 2003年 ジロ・デ・イタリア 6勝 ツール・ド・フランス 4勝（第1、3、5、6） ブエルタ・ア・エスパーニャ 5勝
- 2004年 ジロ・デ・イタリア 9勝 ブエルタ・ア・エスパーニャ 4勝
- 2005年 ジロ・デ・イタリア 4勝 ブエルタ・ア・エスパーニャ 5勝
- 2007年 ジロ・デ・イタリア 5勝 ブエルタ・ア・エスパーニャ 2勝
- 2009年 ジロ・デ・イタリア 2勝
- 2010年 ツール・ド・フランス 2勝（第1、4） ブエルタ・ア・エスパーニャ 1勝
- 2011年 ジロ・デ・イタリア 1勝

### ステージレース
- 2006年 ティレーノ〜アドリアティコ ポイント賞

- 2002年 パリ〜ニース 2勝
- 2003年 パリ〜ニース 1勝
- 2004年 ティレーノ〜アドリアティコ 3勝
- 2005年 ティレーノ〜アドリアティコ 3勝 ツール・ド・ロマンディ2勝
- 2006年 ティレーノ〜アドリアティコ 1勝
- 2009年 ティレーノ〜アドリアティコ 1勝

### ワンデイレース
- 2005年 ミラノ〜サンレモ優勝
- 2007年 パリ〜ツール優勝
- 2009年 スヘルデプライス優勝